# 蘆耶格格
蘆耶格格，出身不詳，清朝順治帝之格格級庶妃。她的服緞疋數原為十五匹，對比之後的康熙朝內務府檔案，可知蘆耶格格原本的位分等級介乎於康熙二十一年服九匹緞常侍女子（常在）與服二十匹緞貴格格（貴人）之間。

## 生平
「蘆耶」在滿文檔案中寫作「lujiye」，一般情況下應譯為「蘆姐」，蘆耶為其轉音。
目前並不清楚蘆耶格格是在何時被順治帝收為後宮主位，僅知她的初始位份應即為格格級，因為順治朝的福晉級嬪御多為蒙古王公之女，而小福晉級嬪御多為八旗出身，並且曾經為順治帝生育子女。
康熙八年，與順治帝的其他幾位遺孀一起遷居到長春宮。康熙十年七月，宮廷對後宮主位的宮分進行更定，原服十五匹緞的蘆耶格格改服十三匹緞。康熙十年或之後去世，葬於孝東陵。

## 備註
1. ↑  服緞疋數是後宮主位、婦差和宮女等後宮人員每年從官方獲得的綢緞數量，不僅可視為她們的基本物質待遇，還可作為衡量尊卑的標桿。